# 浸潤
浸潤（しんじゅん）とは、「浸」- しみること。「潤」-潤って水気を帯びることであり、
1. 液体が少しずつしみ込み濡れること[2]。
2. 思想や勢力などが次第に浸透して拡散すること[2]。
3. がん細胞が周囲の組織へ広がること[2]。
4. リンパ球や白血球などの細胞が､炎症の起こっている部位に集まってくる状態[3]｡
5. 局所麻酔薬などの薬剤を生体の組織に注入して周辺にその効果を及ぼす事[4]｡局所浸潤麻酔。
6. 胸部X線検査上の異常陰影[5]。肺浸潤。

等を意味する。ここでは、がん細胞の浸潤について説明する。

## 概要
がん細胞が周囲の正常細胞や組織を壊しながら移動すること。がん細胞は、遺伝子の変異により増殖能を獲得し異型性を示し、局所で限局的に増殖していきながら、浸潤能を獲得する。この時、コラーゲンなどの細胞外基質成分を分解する酵素を分泌して正常な組織構築を壊し、そこを足がかりにして自らを牽引するように移動する。その際、がん細胞は個別に動くこともあれば、集団で動くこともある。浸潤した後、リンパ管内に入るとリンパ節転移を引き起こし、血管の中に入ると他臓器に「血行性の転移」を起こす。上皮内がんの状態では、がん細胞がまだ上皮細胞層と結合組織の間の基底膜を越えていないが、がん細胞が基底膜を越え、上皮下の結合組織である間質に進展することを「浸潤」と呼ぶ。浸潤が認められると、原発巣から離れた組織や臓器で非連続性の腫瘍を形成する転移の可能性が高くなる。胃がんが浸潤して胃の最外層の膜をも破壊すると、がん細胞は腹腔内にこぼれ落ち、各所に転移巣を作ることがある。浸潤は正常組織を壊す以外に転移の原動力になる。
がんは遺伝子の異常の蓄積により引き起こされるため、浸潤性の高いがん細胞もその過程で生成されると考えられる。また、浸潤性はがん細胞を取り巻く環境からも影響を受ける。がん組織はがん細胞の他にも線維芽細胞や血管内皮細胞など多くの正常細胞によって構成される。これらの正常細胞が産生する増殖因子などによってもがん細胞の浸潤性が強化されることもあると考えられる。こうしたがん細胞を取り巻く微小環境を解明することで、浸潤のメカニズムを解明し、浸潤の阻止を目指す研究も盛んに行われている。　 
「浸潤」という言葉の認知率は41.4％と「転移」に比較し低いため、医師が患者に説明する際には、この言葉は使わず「がんが周りに広がっていく」という表現を使うことが多い。